# Guerre des femmes de 1929

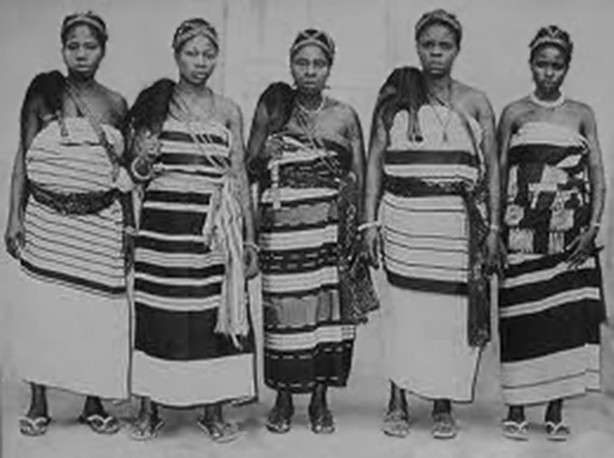

La guerre des femmes de 1929, ou Ogu Umunwanyi en langue Igbo, est une insurrection de novembre 1929 au sein de la Colonie et Protectorat du Nigeria. Durant ce mouvement, des milliers de femmes des districts de Bende, d'Umuahia et  d'autres endroits de l'est du Nigeria, se rendent en masse  dans la ville de Oloko pour protester contre les responsables coloniaux britanniques. C'est une révolte contre l'administration coloniale organisée par les femmes au nom de griefs économiques, politique et de justice sociale. Elle est organisée et dirigée par les femmes issues du monde rural des provinces d'Owerri et de Calabar. Ces manifestations se sont traduites par les rassemblements animés par des danses et des chants,  mais aussi par le pillage de banques et d'entrepôts européens, la destruction de tribunaux coloniaux pour les indigènes. Elles ont été réprimées par les autorités coloniales. Deux commissions d'enquête successives ont été mises en place par Londres l'année suivante. 

## Contexte
Il y a une longue histoire d'action collective menées par les femmes au Nigeria. Dans les années 1910, les femmes d'Agbaja se sont éloignés de leurs foyers pendant un mois, à la suite de rumeurs de meurtres de femmes enceintes. Leur absence a poussé les anciens des villages à prendre des mesures pour répondre aux préoccupations des femmes. En 1924, 3000 femmes de Calabar ont protesté contre des taxes requises par le gouvernement. Dans le sud-ouest du Nigeria, des groupes de femmes préexistaient également aux événements de 1929. Il existait aussi un  réseau informel des femmes igbo sur les marchés.
L'administration coloniale britannique a modifié la position des femmes nigérianes dans leurs sociétés. Traditionnellement, les femmes étaient autorisées à participer aux décisions et tenaient un rôle majeur dans l'organisation des marchés. Les institutions politiques coloniales ont pris en compte en partie les hommes des populations indigènes, mais ont ignoré le rôle politique des femmes : les Britanniques ont favorisé une organisation patriarcale et masculine du pouvoir, qui leur semblait  de nature à établir un ordre moral. Les tribunaux indigènes symbolisaient en partie cette perte de représentation.  Les femmes constataient également une corruption de certains agents locaux, et subissaient quelquefois un travail forcé.

## Les événements
L'événement déclenchant des événements de fin des années 1920 est  l'évolution de la fiscalité directe. En avril 1927, le gouvernement colonial Britannique commence à expliciter aux populations les dispositions et les objets d'une nouvelle ordonnance  dans les cinq provinces de la Région Orientale, pour préparer le terrain à l'introduction d'une fiscalité directe auprès des personnes dont l'entrée en vigueur est prévue en avril 1928. La fiscalité directe sur les hommes est introduite en 1928 sans incidents majeurs, grâce à la campagne de sensibilisation menée au cours des douze mois précédents. Fin 1929, le Capitaine J. Cook est chargé du pilotage à titre temporaire de l'administration britannique du district , l'administrateur en poste étant en congé en novembre. Lors de sa prise de fonction, ce capitaine Cook juge les listes nominatives insuffisamment précises pour collecter l'impôt, ne comprenant pas le détail du nombre d'épouses, des enfants, ni de l'élevage dans chaque ménage. Il lance la révision de ces listes nominatives. Cette révision des listes nominatives commence mi-octobre 1929,,. 
Les femmes d'Oloko soupçonnent que cet l'exercice ne soit que le prélude à une extension de la fiscalité directe, déjà imposée aux hommes l'année précédente. La rumeur se répand, provoquant des actions collectives de femmes exprimant leur mécontentement. Le 2 décembre 1929, plus de dix mille femmes manifestent à Oloko. La manifestation comprend des femmes de six groupes ethniques (Ibibio, Andoni, Orgoni, Bonny, Opobo, et Igbo). Cet événement à Oloko se propage dans une grande partie du territoire des régions de l'est, les quatre  semaines suivantes. C'est l'Ogu Umunwanyi , la Guerre des Femmes de 1929. Le 9 décembre 1929, environ 1000 femmes s'en prennent au tribunal indigène d’Owerrinta. Le 10 décembre, des milliers de femmes se rassemblent à Aba, attaquent le tribunal indigène, la banque Barclays, ainsi que des entrepôts européens contenant de l’huile de palme. Le 15 décembre, dans le village d’Utu Etim Ekpo, un nouveau rassemblement se traduit de façon dramatique, les troupes coloniales intervenant et tuant 18 manifestantes. Le 16 décembre, à Opobo, les soldats tuent cette fois 39 femmes et un homme, 8 autres femmes se noient dans la rivière et 31 sont blessées par balles. Les autorités britanniques brulent également des villages ruraux en représailles et imposent des réparations collectives.

## Commissions d'enquête
Une première commission d'enquête britannique a lieu après les événements début janvier 1930, mais elle donne peu de résultats. Une deuxième enquête, appelée commission de l'Aba, est menée en mars 1930. Cette commission tient des audiences publiques durant trente-huit jours à divers endroits dans les provinces d'Owerri et de Calabar, et auditionne 485 témoins. De ce nombre total de témoins, seulement environ 103 sont des femmes. Le reste se compose d'hommes de la région et  de fonctionnaires de l'administration britannique, appelés à expliquer leur rôle dans la révolte et pourquoi ils n'ont pu arrêter le mouvement,. Les enquêteurs ne comprennent pas comment des femmes avaient pu mobiliser autant de personnes en un temps aussi rapide.
Sur les causes de ces événements, l'interprétation privilégiée en 1930 est essentiellement économique : à la suite de la dépression économique mondiale qui s'amorce en 1929, les femmes de ce territoire gagnaient moins d’argent de la vente de noix de palme qu’auparavant et les évolutions fiscales ont mis le feu au poudre. Mais il apparait également la nécessité de permettre une expression des femmes dans le système britannique d'Indirect rule déléguant à des chefs indigènes masculins le pouvoir local, notamment dans les tribunaux indigènes, particulièrement ciblés.

## Conséquences
Il est généralement admis que, à la suite de cet événement, la nouvelle administration sous l'autorité du Gouverneur Donald Cameron s'est efforcée de prendre en compte partiellement la population féminine,. Dans certaines régions, les femmes peuvent ainsi s'exprimer sur le mandat des chefs locaux. Les femmes ont également été nommées pour siéger dans les tribunaux indigènes. Des mouvements de femmes ont cependant encore été constatés à plusieurs reprises, notamment en 1938, dans les années 1940 à nouveau dans les provinces d'Owerri et de Calabar, puis dans les années 1950,.